# Henry Bailey
Henry Bailey (Colleton County, 24 aprile 1893 – Walterboro, 1º novembre 1972) è stato un tiratore a segno statunitense.
Vincitore di una medaglia d'oro olimpica ai Giochi olimpici di Parigi 1924 con la pistola a 25 metri di distanza.

## Palmarès
| Anno | Manifestazione  | Sede   | Evento      | Risultato | Prestazione | Note |
| ---- | --------------- | ------ | ----------- | --------- | ----------- | ---- |
| 1924 | Giochi olimpici | Parigi | Pistola 25m | Oro       | 18          |      |